# Goniothalamus thwaitesii
Goniothalamus thwaitesii Hook.f. & Thomson – gatunek rośliny z rodziny flaszowcowatych (Annonaceae Juss.). Występuje naturalnie w Indiach – w stanach Kerala i Tamilnadu. 

## Morfologia
PokrójZimozielone małe drzewo lub krzew dorastające do 6–10 m wysokości. Młode pędy są owłosione.
LiścieMają kształt od podłużnie lancetowatego do podłużnego. Mierzą 8–15 cm długości oraz 3–4,5 cm szerokości. Są prawie skórzaste. Nasada liścia jest klinowa. Blaszka liściowa o spiczastym wierzchołku. Ogonek liściowy jest nagi i dorasta do 7–10 mm długości.
KwiatySą pojedyncze, rozwijają się w kątach pędów. Działki kielicha mają owalny kształt, są owłosione od wewnętrznej strony i dorastają do 5–7 mm długości. Płatki mają owalnie lancetowaty kształt i osiągają do 10–35 mm długości. Kwiaty mają owłosione owocolistki o długości 4 mm.
OwocePojedyncze mają jajowaty kształt, zebrane w owoc zbiorowy. Osiągają 10 mm długości.

## Biologia i ekologia
Rośnie w wiecznie zielonych lasach. Występuje na wysokości do 800 m n.p.m. Kwitnie i owocuje od sierpnia do października.